# Цзян Куй
Цзян Куй (кит.: 姜夔; бл. 1155 — бл. 1221) — китайський поет, композитор, теоретик поезії та каліграф часів династії Південна Сун.

## Життєпис
Походив з родини чиновників середнього рівня. Син начальника округу в Ханьяні. Народився в Пояні (в сучасні провінції Цзянсі), отримавши ім'я Яочжан. Зробив кілька спроб скласти імперський іспит, але невдало. Коли батько помер, Цзян Куй прожив із сестрою в рідному місті майже 20 років, провівши там всю свою молодість.
В подальшому багато подорожував: між 1176 і 1206 роками відвідав регіони в межах сучасних провінцій Хубей, Чжецзян, Аньхой, Цзянсу і Фуцзянь. Він мав дружні стосунки зі своїми сучасними поетами та літераторами. Зрештою оселився в Ханчжоу, де помер близько 1221 року.

## Творчість
В літературних колах відомий був під псевдонімами Байші Даожень та Цзян Байші. Був також музикознавцем класичної китайської музики, яку також сам складав (14 пісень-ши і 10 ритуальних пісень, що увійшли до збірки «Байші даожень геку»). Його музика була виразною і творчою. Сам вправно грав на цисяньцині. Цзян намагався відновити втрачені мелодії стародавніх часів, але з нього знущалися чиновники Тайчансі (Управління Великої постійності, що відповідало за ритуальну музику). Також був автором теоретичних трактатів про музику та інструменти — «Даюеї» («Обговорення відповідної музики») та «Цінсе каогуту» («Ілюстрований інструментів цисяньцинь і се»)
На поетичний стиль Цзяна помітно вплинув Чжоу Бан'ян, але його власний стиль відрізнявся від інших поетів. У ранні роки його наставником був Сяо Цзюй. Поет Чжан Янь описав поетичний стиль Цзяна як «Хмари, які залишають або залишаються безслідно», підкреслюючи непередбачуваність віршів Куя. Складав вірші переважно у жанрі ци (збереглося понад 80 віршів), з яких найвідомішими є «Хе Бейлай» та «Сан Ван Юе». Істотно збагатив ритміку та мелодику цього жанру, майстерно використав різні художні прийоми. Віршів, подібних до опису розореного війною міста Янчжоу, у нього мало, більшість присвячена любові та дорожнім враженням. Важливе місце займає тема оспівування речей. Його ци гармонійні, ніжні, приваблюють своєю образністю та мелодійністю. Крім того, є автором трактату з теорії поезії — «Ши Шуо» (诗 说; «Дискурс про поезію»).
Мав власний стиль каліграфії, про який розповів серед опису інших каліграфічних стилів в трактаті «Сюй Шу» пу (续书谱; «Збірка трактатів з каліграфії»)